# Anna Smašnova
Anna Smašnova (bjeloruski Анна Смашнова, hebrejski אנה סמשנובה, Minsk, 16. srpnja 1976.) izraelska je tenisačica rođena u Bjelorusiji.

## Životopis
Smašnova je rođena 1976. godine u Bjelorusiji, koja je tada bila dio Sovjetskog Saveza. Rođena je u obitelji bjeloruskih Židova te se odlučila nastupati za Izrael, u koji se seli 1990. godine. Igrala je 13 WTA finala, a osvojila ih je čak 12. Samo je izgubila jedno finale od Meghann Shaughnessy 2006. godine. Uz to ima i sedam osvojenih ITF turnira. Godine 1991. osvojila je juniorski Grand Slam naslov u Parizu. Govori tri jezika ruski, engleski i hebrejski. Povukla se iz profesionalnog igranja tenisa nakon Wimbledona 2007. godine.

## Osvojeni turniri

### Pojedinačno
| legenda         |
| Tier I (0)      |
| Tier II (0)     |
| Tier III (3)    |
| Tier IV i V (9) |
| Grand Slam (0)  |
| WTA Turniri (0) |
| ITF (7)         |

| br. | datum               | turnir                | podloga | protivnica               | rezultat     |
| 1.  | 11. srpnja 1993.    | Erlangen, Njemačka    | zemlja  | Isabel Cueto             | 6–3 6–1      |
| 2.  | 23. studenog 1997.  | Jaffa, Izrael         | tvrda   | Tzipora Obziler          | 6–3 6–2      |
| 3.  | 12. travnja 1998.   | Atena, Grčka          | zemlja  | Rita Kuti-Kis            | 1–6 6–2 6–2  |
| 4.  | 17. svibnja 1998.   | Porto, Portugal       | zemlja  | Alexia Dechaume-Balleret | 6–2 6–2      |
| 5.  | 4. listopada 1998.  | Santa Clara, SAD      | tvrda   | Amy Frazier              | 2–6 6–4 6–2  |
| 6.  | 13. lipnja 1999.    | Tashkent, Uzbekistan  | tvrda   | Laurence Courtois        | 6–3 6–3      |
| 7.  | 17. listopada 1999. | Largo, SAD            | tvrda   | Marissa Irvin            | 7–6 6–1      |
| 8.  | 23. srpnja 2000.    | Knokke-Heist, Belgija | zemlja  | Dominique van Roost      | 6–2 7–5      |
| 9.  | 6. siječnja 2002.   | Auckland, Novi Zeland | tvrda   | Tatiana Panova           | 6–2 6–2      |
| 10. | 13. siječnja 2002.  | Canberra, Australija  | zemlja  | Tamarine Tanasugarn      | 7–5 7–6(7–2) |
| 11. | 16. lipnja 2002.    | Beč, Austrija         | zemlja  | Iroda Tuljaganova        | 6–4 6–1      |
| 12. | 15. rujna 2002.     | Shanghai, Kina        | tvrda   | Anna Kournikova          | 6–2 6–3      |
| 13. | 2. listopada 2003.  | Sopot, Poljska        | zemlja  | Klára Zakopalová         | 6–2 6–0      |
| 14. | 10. listopada 2003. | Helsinki, Finska      | zemlja  | Jelena Kostanić          | 4–6 6–4 6–0  |
| 15. | 22. svibnja 2004.   | Vienna, Austrija      | zemlja  | Alicia Molik             | 6–2 3–6 6–2  |
| 16. | 17. srpnja 2005.    | Modena, Italija       | zemlja  | Tathiana Garbin          | 6–6 ret.     |
| 17. | 31. listopada 2005. | Budapest, Mađarska    | zemlja  | Catalina Castaño         | 6–2 6–2      |
| 18. | June 11, 2006       | Prostějov, Češka      | zemlja  | Romina Oprandi           | predaja      |
| 19. | 30. srpnja 2006.    | Budapest, Mađarska    | zemlja  | Lourdes Domínguez Lino   | 6–1 6–3      |

## Vanjske poveznice
- WTA profil
- Fed kup profil  Arhivirana inačica izvorne stranice od 4. lipnja 2016. (Wayback Machine)